# Захарий II Химарски
Захарий (на гръцки: Ζαχαρίας, Захариас) е православен духовник, епископ на Охридската архиепископия.

## Биография
Захарий е роден в Охрид. В 1695 година става химарски и делвински епископ, като наследява епископ Манасий. Като епископ Захарий е благ и отворен към всички. Умира в 1698 година в родния си Охрид, където е на посещение при роднини.